# Giuseppe Ferdinando d'Asburgo-Lorena
Giuseppe Ferdinando d'Asburgo-Lorena (Salisburgo, 24 maggio 1872 – Vienna, 28 febbraio 1942) è stato arciduca d'Austria e comandante militare.

## Biografia

### I primi anni
Giuseppe Ferdinando (nome completo, Giuseppe Ferdinando Salvatore Maria Francesco Leopoldo Antonio Alberto Giovanni Battista Carlo Ludovico Roberto Maria Ausiliatrice d'Asburgo-Lorena, in tedesco, Joseph Ferdinand Salvator Maria Franz Leopold Anton Albert Johann Baptist Karl Ludwig Rupert Maria Auxilatrix von Habsburg-Lothringen) nacque a Salisburgo, figlio dell'ex granduca Ferdinando IV di Toscana e di sua moglie, la principessa Alice di Borbone-Parma.

### Educazione e carriera militare
Giuseppe Ferdinando frequentò la Oberrealschule di Hranice (a quel tempo conosciuta anche con il nome di Mährisch Weissenkirchen) e successivamente l'accademia militare teresiana di Wiener Neustadt. Diplomatosi all'accademia col grado di tenente, dal 18 agosto 1892 venne assegnato in servizio a un corpo di cacciatori del Tirolo. Dopo diversi altri incarichi all'interno dei reggimenti 93º, 17º e 59º di fanteria austriaci e nel 4º reggimento di cacciatori tirolesi, venne unito al 27º come tenente colonnello nel 1903. Dal 1895 al 1897 frequentò la Kriegsschule di Vienna. Dal 1905 al 1908, l'arciduca fu comandante del 93º reggimento di fanteria con il grado di colonnello e poi alla 5ª brigata di fanteria.
Giuseppe Ferdinando si appassionò all'aviazione che, all'inizio del Novecento, non era particolarmente considerata tra le arti belliche. Rimase affascinato dalle mongolfiere e nel 1909 se ne fece costruire una con la quale compì un viaggio dal suo castello di Linz alla città di Dieppe in Francia, con un viaggio di 16 ore. Nel gennaio del 1911 l'arciduca ottenne il comando della 3ª divisione di fanteria di Linz e il 1º maggio di quello stesso anno venne nominato feldmaresciallo luogotenente.

### La prima guerra mondiale

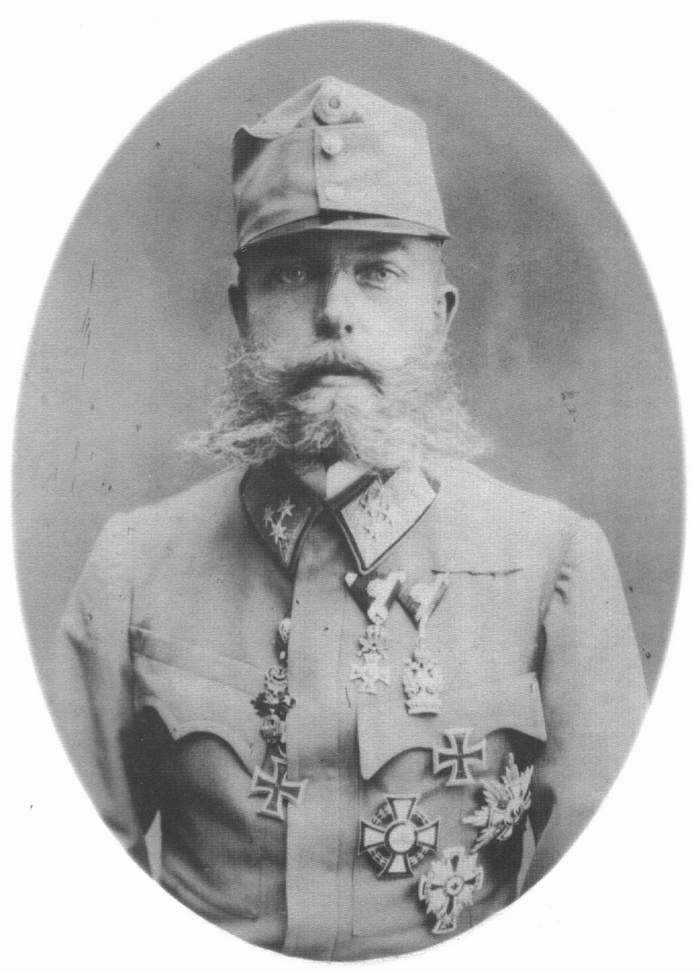
L'arciduca Giuseppe Ferdinando ai tempi della prima guerra mondiale

Con lo scoppio della prima guerra mondiale, l'arciduca Giuseppe Ferdinando nell'agosto 1914 prese il comando del XIV corpo d'armata come parte della 3ª armata al comando del generale Rudolf von Brudermann. Nel settembre del 1914 le battaglie di Złota e Gnila Lipas distrussero quasi completamente la 3ª armata e la 4ª armata al comando del generale Moritz Auffenberg von Komarów venne poco dopo decimata anch'essa nella battaglia di Rawa. Fu a questo punto che il 1º ottobre Giuseppe Ferdinando scelse di rimpiazzare von Komarów (lasciando il comando del XIV corpo d'armata al feldmaresciallo luogotenente Josef Roth) e ottenne il posto al comando della 4ª armata che mantenne sino al giugno 1916 quando, in seguito all'offensiva Brusilov, le sue truppe si arresero in massa ai russi e l'arciduca fu rimosso dal comando, rimpiazzato dal generale Tersztyanszky.
Con l'avvento al trono dell'imperatore Carlo, l'arciduca fu nominato ispettore generale delle I. e R. Truppe d'Aviazione, incarico che mantenne fino alla fine della guerra. In questo nuovo incarico l'arciduca Giuseppe Ferdinando ritrovò l'interesse per l'aerostatica, intenzionato a proporre l'uso di mongolfiere anche nell'ambito della Grande Guerra ma il quartier generale del comando austriaco si dimostrò contrario a quest'idea.

### Dopo la caduta della monarchia
Dopo la guerra si ritirò a Vienna come privato cittadino, si sposò con la borghese Rosa Kaltenbrunner il 2 maggio 1921, dalla quale non ebbe figli, divorziando nel 1927. Nel 1919 aveva firmato la rinuncia all'appartenenza alla Casa Imperiale e ai suoi diritti dinastici secondo quanto stabilito dalla legge Asburgo e poté così restare in Austria anche dopo la proclamazione della Repubblica austriaca, senza dover andare in esilio.
Con l'occupazione nazista dell'Austria nel 1938, Giuseppe Ferdinando fu arrestato, interrogato dalla Gestapo e spedito al campo di concentramento di Dachau dove rimase per tre mesi. Le condizioni di vita nel campo erano tali che la sua salute ne fu definitivamente compromessa. Dopo il rilascio condusse un'esistenza isolata sotto il controllo continuo della Gestapo fino alla morte avvenuta a Vienna nel 1942.

## Matrimonio e figli
Il 2 maggio 1921, Giuseppe Ferdinando sposò Rosa Kandie Kaltenbrunner (Linz, 27 febbraio 1878 - Salisburgo, 9 dicembre 1929), dalla quale divorziò nel 1928. Il 27 gennaio 1928 si risposò con la nobildonna Gertrude Tomanek von Beyerfels-Mondsee (Brünn, 13 aprile 1902 - Salisburgo, 15 febbraio 1997), dalla quale ebbe due figli:
- Claudia Maria Theresia von Habsburg-Lothringen, Principessa di Firenze (Vienna, 6 aprile 1930), nubile.
- Maximilian Franz Joseph Karl Otto Heinrich von Habsburg-Lothringen, Principe di Firenze (Vienna, 17 marzo 1932) sposatosi a Londra il 3 settembre 1961 con Doris Williams (Blundell Sands, Lancashire, 24 dicembre 1929). La coppia ha avuto un'unica figlia, Maria Camilla von Habsburg-Lothringen, Principessa di Firenze (Wimbledon, 29 maggio 1962), nubile.

### Titoli
Il 20 dicembre 1866 suo padre Ferdinando IV di Toscana con tutti i suoi fratelli, figli di Ferdinando e della sua seconda moglie, rientrarono nella Casa Imperiale e la Casa di Toscana cessò di esistere come casa reale autonoma, venendo riassorbita da quella imperiale austriaca; a Ferdinando IV fu permesso di mantenere la sua fons honorum vita natural durante, mentre i figli divennero solo Principi Imperiali (Archiduchi/Arciduchesse d'Austria) e non più Principi/Principesse di Toscana: Ferdinando IV abdicò ai diritti dinastici al Granducato di Toscana (1870) a favore dell'Imperatore Francesco Giuseppe d'Austria e pertanto anche i suoi discendenti persero ogni diritto dinastico sulla Toscana. Il Gran Magistero dell'Ordine di Santo Stefano cessò invece con la morte di Ferdinando IV. L’imperatore Francesco Giuseppe I (1830-1916) aveva infatti proibito, dopo la morte del granduca Ferdinando IV avvenuta nel 1908, di assumere i titoli di granduca o di principe o principessa di Toscana.

## Ascendenza
|                                                |                         |                                                    | Genitori                                |  |  | Nonni |  |  | Bisnonni                            |  |  | Trisnonni                            |  |
|                                                |                         |                                                    |                                         |  |  |       |  |  | Ferdinando III, Granduca di Toscana |  |  | Leopoldo II, Sacro Romano Imperatore |  |
|                                                |                         |                                                    |                                         |  |  |       |  |  | Ferdinando III, Granduca di Toscana |  |  | Leopoldo II, Sacro Romano Imperatore |  |
|                                                |                         | Infanta Maria Luisa di Spagna                      |                                         |  |  |       |  |  | Ferdinando III, Granduca di Toscana |  |  |                                      |  |
| Leopoldo II, Granduca di Toscana               |                         |                                                    |                                         |  |  |       |  |  | Ferdinando III, Granduca di Toscana |  |  |                                      |  |
|                                                |                         | Principessa Luisa Maria Amalia di Napoli e Sicilia | Ferdinando I delle Due Sicilie          |  |  |       |  |  |                                     |  |  |                                      |  |
|                                                |                         | Principessa Luisa Maria Amalia di Napoli e Sicilia | Ferdinando I delle Due Sicilie          |  |  |       |  |  |                                     |  |  |                                      |  |
|                                                |                         | Principessa Luisa Maria Amalia di Napoli e Sicilia | Arciduchessa Maria Carolina d'Austria   |  |  |       |  |  |                                     |  |  |                                      |  |
| Ferdinando IV, Granduca di Toscana             |                         | Principessa Luisa Maria Amalia di Napoli e Sicilia |                                         |  |  |       |  |  |                                     |  |  |                                      |  |
|                                                |                         | Francesco I delle Due Sicilie                      | Ferdinando I delle Due Sicilie          |  |  |       |  |  |                                     |  |  |                                      |  |
|                                                |                         | Francesco I delle Due Sicilie                      | Ferdinando I delle Due Sicilie          |  |  |       |  |  |                                     |  |  |                                      |  |
|                                                |                         | Francesco I delle Due Sicilie                      | Arciduchessa Maria Carolina d'Austria   |  |  |       |  |  |                                     |  |  |                                      |  |
| Principessa Maria Antonietta delle Due Sicilie |                         | Francesco I delle Due Sicilie                      |                                         |  |  |       |  |  |                                     |  |  |                                      |  |
|                                                |                         | Infanta Maria Isabella di Spagna                   | Carlo IV di Spagna                      |  |  |       |  |  |                                     |  |  |                                      |  |
|                                                |                         | Infanta Maria Isabella di Spagna                   | Carlo IV di Spagna                      |  |  |       |  |  |                                     |  |  |                                      |  |
|                                                |                         | Infanta Maria Isabella di Spagna                   | Principessa Maria Luisa di Parma        |  |  |       |  |  |                                     |  |  |                                      |  |
| Arciduca Giuseppe Ferdinando d'Austria         |                         | Infanta Maria Isabella di Spagna                   |                                         |  |  |       |  |  |                                     |  |  |                                      |  |
|                                                | Carlo II, Duca di Parma | Ludovico I di Etruria                              |                                         |  |  |       |  |  |                                     |  |  |                                      |  |
|                                                | Carlo II, Duca di Parma | Ludovico I di Etruria                              |                                         |  |  |       |  |  |                                     |  |  |                                      |  |
|                                                | Carlo II, Duca di Parma | Infanta Maria Luisa di Spagna                      |                                         |  |  |       |  |  |                                     |  |  |                                      |  |
| Carlo III, Duca di Parma                       | Carlo II, Duca di Parma |                                                    |                                         |  |  |       |  |  |                                     |  |  |                                      |  |
|                                                |                         | Principessa Maria Teresa di Savoia                 | Vittorio Emanuele I di Sardegna         |  |  |       |  |  |                                     |  |  |                                      |  |
|                                                |                         | Principessa Maria Teresa di Savoia                 | Vittorio Emanuele I di Sardegna         |  |  |       |  |  |                                     |  |  |                                      |  |
|                                                |                         | Principessa Maria Teresa di Savoia                 | Arciduchessa Maria Teresa d'Austria     |  |  |       |  |  |                                     |  |  |                                      |  |
| Principessa Alice di Parma                     |                         | Principessa Maria Teresa di Savoia                 |                                         |  |  |       |  |  |                                     |  |  |                                      |  |
|                                                |                         | Carlo Ferdinando, Duca di Berry                    | Carlo X di Francia                      |  |  |       |  |  |                                     |  |  |                                      |  |
|                                                |                         | Carlo Ferdinando, Duca di Berry                    | Carlo X di Francia                      |  |  |       |  |  |                                     |  |  |                                      |  |
|                                                |                         | Carlo Ferdinando, Duca di Berry                    | Maria Teresa di Savoia                  |  |  |       |  |  |                                     |  |  |                                      |  |
| Principessa Luisa d'Artois                     |                         | Carlo Ferdinando, Duca di Berry                    |                                         |  |  |       |  |  |                                     |  |  |                                      |  |
|                                                |                         | Principessa Carolina delle Due Sicilie             | Francesco I delle Due Sicilie           |  |  |       |  |  |                                     |  |  |                                      |  |
|                                                |                         | Principessa Carolina delle Due Sicilie             | Francesco I delle Due Sicilie           |  |  |       |  |  |                                     |  |  |                                      |  |
|                                                |                         | Principessa Carolina delle Due Sicilie             | Arciduchessa Maria Clementina d'Austria |  |  |       |  |  |                                     |  |  |                                      |  |
|                                                |                         | Principessa Carolina delle Due Sicilie             |                                         |  |  |       |  |  |                                     |  |  |                                      |  |